# Psathyropus octomaculata
Psathyropus octomaculata is een hooiwagen uit de familie Sclerosomatidae.